# Jocs Mediterranis de 1997
Els tretzens Jocs Mediterranis es van celebrar a Bari (Itàlia), del 13 al 25 de juny de 1997.
Hi participaren un total de 2.803 esportistes (1.999 homes i 804 dones) en representació de 21 estats mediterranis. Es disputaren un total de 234 competicions de 27 esports.

## Medaller
| Pos. | Estat      | Or | Plata | Bronze | Total |
| ---- | ---------- | -- | ----- | ------ | ----- |
| 1    | Itàlia     | 73 | 52    | 67     | 192   |
| 2    | França     | 56 | 45    | 46     | 147   |
| 3    | Turquia    | 28 | 14    | 21     | 63    |
| 4    | Espanya    | 20 | 32    | 47     | 99    |
| 5    | Grècia     | 19 | 22    | 20     | 61    |
| 6    | Algèria    | 7  | 7     | 8      | 22    |
| 7    | Croàcia    | 5  | 16    | 10     | 31    |
| 8    | Marroc     | 5  | 4     | 9      | 18    |
| 9    | Eslovènia  | 5  | 8     | 10     | 23    |
| 10   | Iugoslàvia | 5  | 4     | 13     | 22    |
| 11   | Egipte     | 3  | 6     | 10     | 19    |
| 12   | Tunísia    | 2  | 3     | 9      | 14    |
| 13   | Síria      | 2  | 1     | 12     | 5     |
| 14   | Malta      | 0  | 1     | 1      | 2     |
| 15   | San Marino | 0  | 1     | 0      | 1     |